# 端粒酶

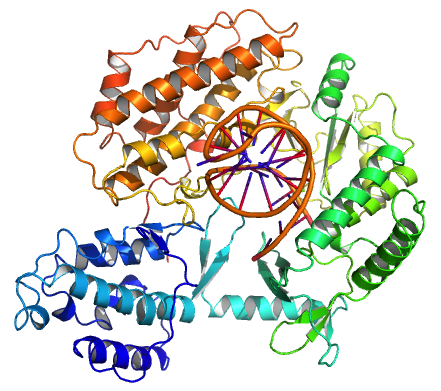
端粒酶的分子结构

端粒酶（英語：Telomerase）是一种由RNA和蛋白质组成的核糖核蛋白复合体，属于反转录酶，与端粒的调控机理密切相关。人类的端粒酶亚单位基因已被複製出来，分别是端粒酶RNA（hTR）、端粒酶结合蛋白（hTP1）、端粒酶活性催化单位（hTERT）。它以自身的RNA作为端粒DNA复制的模板，合成出富含脱氧单磷酸鸟苷（Deoxyguanosine Monophosphate，dGMP）的DNA序列后添加到染色体的末端并与端粒蛋白质结合，从而稳定了染色体的结构。但是，在正常人体细胞中，端粒酶的活性受到相当严密的调控，只有在造血细胞、干细胞和生殖细胞，这些必须不断分裂複製的细胞之中，才可以侦测到具有活性的端粒酶。当细胞分化成熟后，必须负责身体中各种不同组织的需求，各司其职，于是，端粒酶的活性就会渐渐的消失。对细胞来说，本身是否能持续分裂複製下去并不重要，而是分化成熟的细胞将背负更重大的使命，就是让组织器官运作，使生命延续。端粒酶在保持端粒稳定、基因组完整、细胞长期的活性和潜在的继续增殖能力等方面有重要作用。端粒酶的存在，就是把DNA複製机制的缺陷填补起来，即由把端粒修复延长，可以让端粒不会因细胞分裂而有所损耗，使得细胞分裂複製的次数增加。
1985年，加州大學聖路易斯分校的卡罗尔·格雷德 (Carol W. Greider)和伊丽莎白·布莱克本 (Elizabeth H. Blackburn)發表了從四膜蟲分離出這種酶的研究。格雷德、布萊克本和杰克·绍斯塔克因在端粒和端粒酶方面的工作而於2009年獲得諾貝爾生理學或醫學獎。

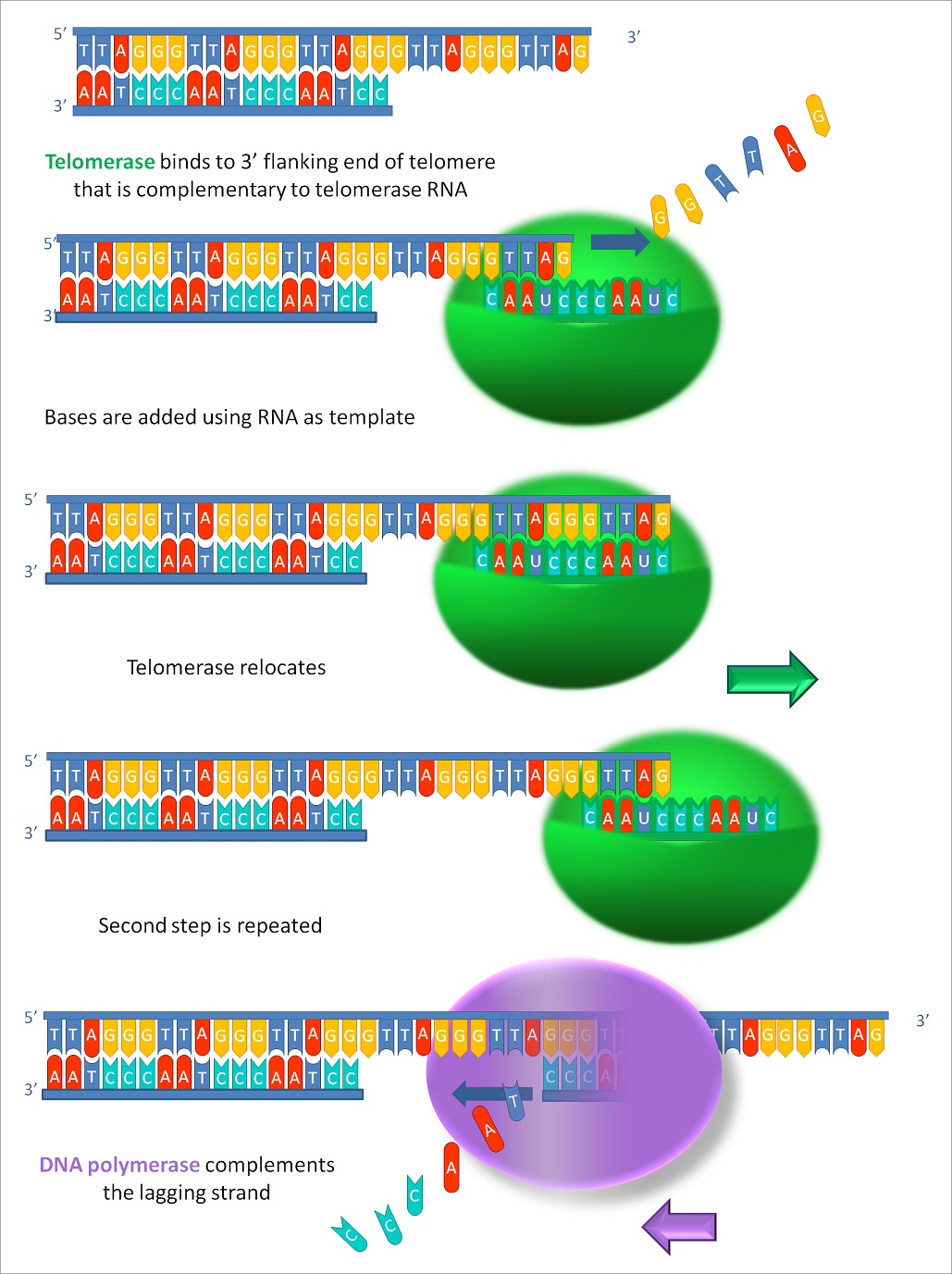
端粒酶和DNA聚合酶制造端粒的顺序

## 端粒酶活性检测方法
端粒重复序列扩增程序（TRAP）：首先利用端粒酶活性延伸前导链。依据不同来源端粒酶的作用特性来设计前导链引子碱基序列；其次用于端粒重复序列互补的反向引物通过PCR扩增端粒酶延伸产物。

## 端粒酶活性调控机制
- 端粒酶在不同细胞中对端粒的调控机制具有特异性。
- 细胞自我更新和增殖调控能够调节端粒酶活性，如干细胞、肿瘤细胞等端粒酶活性一般高于体细胞，外援信号也能够激活端粒酶活性使体细胞表现出癌细胞无限增殖的特性。
- 对细胞周期中几个调节点的调控很可能是决定端粒酶活性的潜在因素。

## 端粒酶的临床应用前景

### 在癌症的诊断和预后评估中的应用
肿瘤诊断中，在早期肿瘤细胞中经常能够检测到端粒酶活性的变异，在有转移倾向的癌细胞组织中更是能够检测到端粒酶的高表达，因而对于癌症的早期诊断有着重要意义。同时了解端粒酶的结构功能及其活性调控因素也有助于提高对于肿瘤发生机制的认识，提供治疗癌症的新思路。

## 参阅
- DNA修復
- 端粒